# Control Commission for Germany (British Element)
Die Control Commission for Germany (British Element) (deutsch „Kontrollkommission für Deutschland (Britisches Element)“, CCG/BE) war die Militärregierung der britischen Besatzungszone im besetzten Deutschland von 1945 bis 1949.

## Geschichte
Nach der Konferenz von Teheran im November 1943 wurde das britische War Office mit dem Aufbau einer Kontrollkommission beauftragt. Nach einem Kabinettsbeschluss vom März 1944 sollte die Zuständigkeit beim Foreign Office liegen, was jedoch nach der Besetzung im Zuge der deutschen Kapitulation wieder zeitweilig rückgängig gemacht wurde. Im Februar 1945 war der grundlegende Organisationsaufbau weitgehend abgeschlossen und ein vorgeschobenes Hauptquartier wurde auf dem Kontinent errichtet. Ab Juli 1945 nahm die Kontrollkommission phasenweise ihre Arbeit in Deutschland auf. Dabei überwog zunächst der militärische Charakter der Organisation, der dann aber durch verstärkte Hinzuziehung von zivilen Mitarbeitern stetig zurückging, insbesondere nach der Auflösung der Corps Districts und der Ablösung ihrer Kommandeure durch zivile Commissioners im April 1946.
Im August 1945 wurde in der britischen Regierung noch das Amt des Minister for the Affairs for the Control of Germany and Austria (John Hynd) mit dem Control Office for Germany and Austria geschaffen, was jedoch eine vorübergehende Erscheinung blieb. Einen größeren Einfluss als der Deutschlandminister übte der politische Berater des Außenministeriums bei der Kontrollkommission (William Strang) aus.

## Organisation

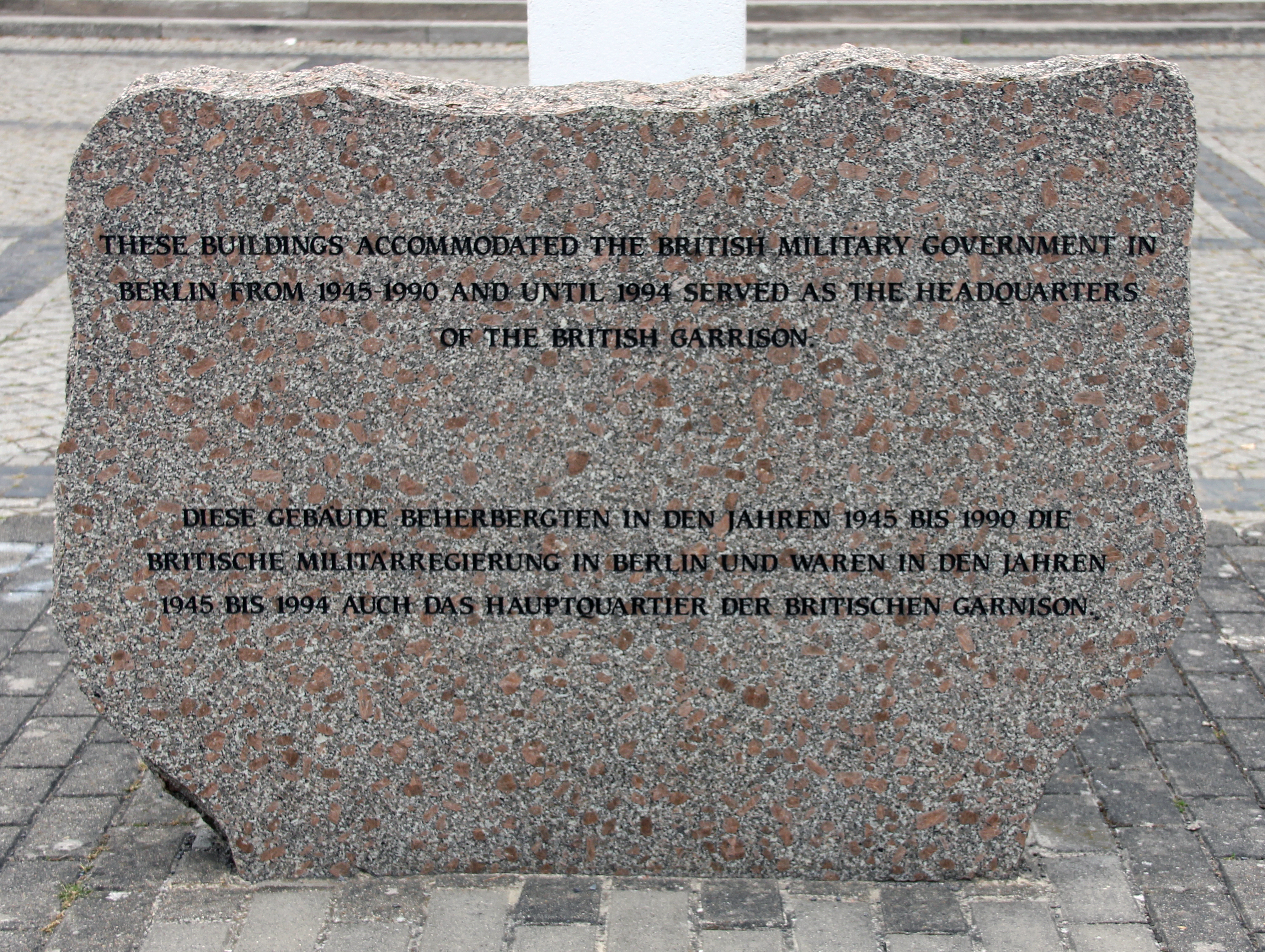
Gedenkstein am Haus des Deutschen Sports in Berlin-Westend

Die Kontrollkommission wurde von einem Militärgouverneur geführt, dem neben dem Militärregierungsapparat die Kommandeure der Besatzungsstreitkräfte (British Naval Forces Germany, British Army of the Rhine, British Air Forces of Occupation) unterstanden. Der Sitz der Kontrollkommission befand sich in Berlin, dem Sitz des Alliierten Kontrollrates. Dabei bildete sich eine Zweiteilung in die Berliner Zentrale und die Zonal Executive Offices heraus, die die eigentliche Besatzungspolitik umsetzten. Zu den Aufgaben gehörte auch, die Herausgabe von Schulbüchern in Deutschland zu genehmigen.
Die Kommission gliederte sich in eine politische und eine ökonomische Subkommission mit zugeordneten Abteilungen, die nach dem Ressortprinzip organisiert waren. Dazu zählten:
- Finance
- Legal
- Trade and Industries
- Food and Agriculture
- Transport
- Reparations, Deliveries and Restitutions
- Political
- Internal Affairs and Communication
- Prisoners of War and Displaced Persons
- Public Relations and Information Services
- Manpower
- Intelligence

Diese Gliederung wiederholte sich auf den Ebenen der Provinzen bzw. Länder, Regierungsbezirke und Kreise/Städte. Die britische Militärregierung war die personell aufwändigste aller Besatzungszonen, was in Großbritannien Anlass zur Kritik bot. Durch verschiedene Umstrukturierungsmaßnahmen konnte man diesem Problem im Laufe der Zeit begegnen.

## Militärgouverneure
- Sir Bernard Montgomery (1945/46)
- Sir Sholto Douglas (1946/47)
- Sir Brian H. Robertson (1947/1949)

Brian Robertson war anschließend bis zum 26. Juni 1950 Hoher Kommissar in der Alliierten Hohen Kommission in der Bundesrepublik Deutschland.